# Kouto
Kouto est une ville du district des savanes située au nord de la Côte d'Ivoire, reliant les villes de Boundiali et Tingréla, dans le département de Boundiali dont elle était l'une des sous-préfectures, avec Kolia, Ganaoni, Gbon, Kasséré, Sianhala et Siempurgo. En mars 2008, Kouto est devenue un département par scission du département de Boundiali, avec les sous-préfectures de Gbon, Kolia, Shanhala et Blességué
Sa mosquée est de style soudanais. La ville abrite aussi une mission catholique.

## Administration
| Date d'élection | Identité          | Parti    | Qualité         | Statut |
| --------------- | ----------------- | -------- | --------------- | ------ |
| 1980            |                   | PDCI-RDA | Homme politique | élu    |
| 1983            |                   | PDCI-RDA | Homme politique | élu    |
| 1985            | Diabate Kamonon   | PDCI-RDA | Homme politique | élu    |
| 1990            | Koné thomas Nadio | PDCI-RDA | Homme politique | élu    |
| 1995            | Koné Thomas Nadio | PDCI-RDA | Homme politique | élu    |
| 2001            | Koné Thomas Nadio |          | Homme politique | élu    |
| 2013            | Koné Domia        | RDR      | Homme politique | élu    |
| 2018            | Koné Domia        | RHDP     | Homme politique | réélu  |
| 2023            | Koné Domia        | RHDP     | Homme politique | réélu  |

## Représentation politique
| Date d'élection | Identité           | Parti | Qualité         | Statut |
| --------------- | ------------------ | ----- | --------------- | ------ |
| 1995            | Koné Métogoma      | PDCI  | Homme politique | élu    |
| 2001            | Koné Dossongui     | PDCI  | Homme politique | élu    |
| 2012            | Lassina Diabagaté  | RDR   | Homme politique | élu    |
| 2015            | Koné Nabagne Bruno | RDR   | Homme politique | élu    |

## Éducation
Kouto compte un lycée moderne public, 2 lycées privés et un centre de formation professionnelle préparant au CAP dans les filières construction métallique et mécanique auto.

## Économie
Les cultures du coton, principale richesse du nord de la Côte d'Ivoire, de l'arachide, du maïs, de l'igname, des mangues et des anacardiers y sont pratiquées.

## Personnalités liées à la région
- Lassina Koné, natif de la localité de Mahalé, fut le premier cadre de la région de Boundiali à rentrer dans un gouvernement de la Côte d’Ivoire sous la présidence de feu Houphouët Boigny. Il était chargé du portefeuille du Travail ;
- Koné Dossongui, ministre ;
- Bruno Nabagné Koné, Ministre de la Poste et des Technologies de l'Information et de la Communication entre juin 2011 et juillet 2018 et Ministre de la Construction, du Logement et de l'Urbanisme depuis cette date ;
- Aboulaye Koné, cadre du PDCI et fils de feu Yanourga Koné (décédé en avril 1975). Très actif dans le secteur socio-culturel et politique de Gbon, Aboulaye Koné fut un catalyseur de jeunes[Quoi ?] et un fervent leader dans la région. Il a construit le collège de Gbon. Il est décédé en 2000.